# Atmosfera barotropowa

Atmosfera barotropowa

Atmosfera barotropowa – atmosfera, w której zmiany gęstości powietrza z wysokością zależą tylko od ciśnienia.
Jest przykładem płynu barotropowego.